# 宋皇姑赵氏墓
宋皇姑赵氏墓，位于中国广东省东莞市东莞市东城区石井村，为东莞市的一个市、县级文物保护单位，类型为古墓葬，公布时间为1989年1月7日。
宋皇姑赵氏墓的历史年代为宋代。